# Saja-Nansa
Die Comarca Saja-Nansa ist eine der 10 Comarcas in der autonomen Gemeinschaft Kantabrien. Sie wurde, wie alle Comarcas in der Autonomen Gemeinschaft Kantabrien, mit Wirkung zum 28. April 1999 eingerichtet.
Die Comarca umfasst zwölf Gemeinden auf einer Fläche von 855,67 km² mit dem Hauptort Cabezón de la Sal.

## Gemeinden
| Gemeinde           | Einwohner (2024) | Fläche km² | Dichte Einw./km² | Cod INE | Postleitzahl |
| ------------------ | ---------------- | ---------- | ---------------- | ------- | ------------ |
| Cabezón de la Sal  | 8.280            | 33,23      | 249              | 39012   | 39500        |
| Cabuérniga         | 1.001            | 85,76      | 12               | 39014   | 39510        |
| Herrerías          | 581              | 40,00      | 15               | 39033   | 39551, 39594 |
| Lamasón            | 248              | 70,52      | 4                | 39034   | 39550        |
| Mazcuerras         | 2.089            | 56,00      | 37               | 39041   | 39509        |
| Peñarrubia         | 331              | 53,06      | 6                | 39049   | 39580        |
| Polaciones         | 202              | 89,67      | 2                | 39053   | 39557        |
| Reocín             | 8.414            | 32,12      | 262              | 39060   | 39538        |
| Rionansa           | 1.002            | 118,38     | 8                | 39063   | 39554        |
| Ruente             | 1.072            | 66,13      | 16               | 39066   | 39513        |
| Los Tojos          | 374              | 89,49      | 4                | 39086   | 39518        |
| Tudanca            | 156              | 52,57      | 3                | 39089   | 39555        |
| Comarca Saja-Nansa | 23.602           | 855,67     | 28               | –       | –            |

Zur Comarca gehört auch das gemeindefreie Gebiet Campoo-Cabuérniga mit einer Fläche von 68,74 km². Das Gebiet hat keine Einwohner.